# ファン・カー
ファン・カー (Fan Car) とは、車体後部に送風機（ファン）を装備する自動車、特にレーシングカーのこと。ファンによって車体下面から空気を強制的に排気することで気圧を下げ、車体上面との気圧差によってダウンフォースを発生させ、コーナリング速度の向上を図る。サカー・カー（Sucker Car）などとも（sucker: (何かを)吸うもの）。

## 概要
1960年代末、レーシングカーの空力設計において車体を路面方向へ押し付ける「ダウンフォース」の重要性が認識され、ウイングを始めとする様々なダウンフォース発生装置が考案された。
ファン・カーは車体後部に大型のファンを装備・駆動し、車体下面と路面に挟まれた空間から空気を吸い出すことで車体下面の気圧を直接減少させ、上面の気圧との差によりダウンフォースを発生させる。機体下部に空気を送り込んで浮上するホバークラフトやヘリコプターを、ちょうど上下逆にした格好である。ダウンフォースによりタイヤの接地力を高め、コーナーの旋回速度を高めて走行することができる。
ベルヌーイの定理と説明される気流の流速を利用する「グラウンド・エフェクト・カー（ウイングカー）」構造と比較した場合、ボディの底面全体からの吸引が可能であり、走行速度とは関係なく、停止状態であってもダウンフォースを発生させることが出来るため、低速コーナーなどに非常に優れている。さらに、直線での空気抵抗としての前後のウイングを計算することも可能であり、セッティングによっては圧倒的な性能を出すことが可能である。
しかし、国際自動車連盟統括下のレースカテゴリでは、一部の例外を除いて「レーシングカーの空力特性に影響を与える部品は可動してはならない」と規定されており、ファンの使用はこれに抵触するものとされた。1970年代に実際にレースに出場した2例は使用禁止処分となり、以後レースで使用されたケースはない。レース以外では少量生産の高性能スポーツカーに採用例がある。

## 実在するファン・カー

### プロトタイプレーシングカー

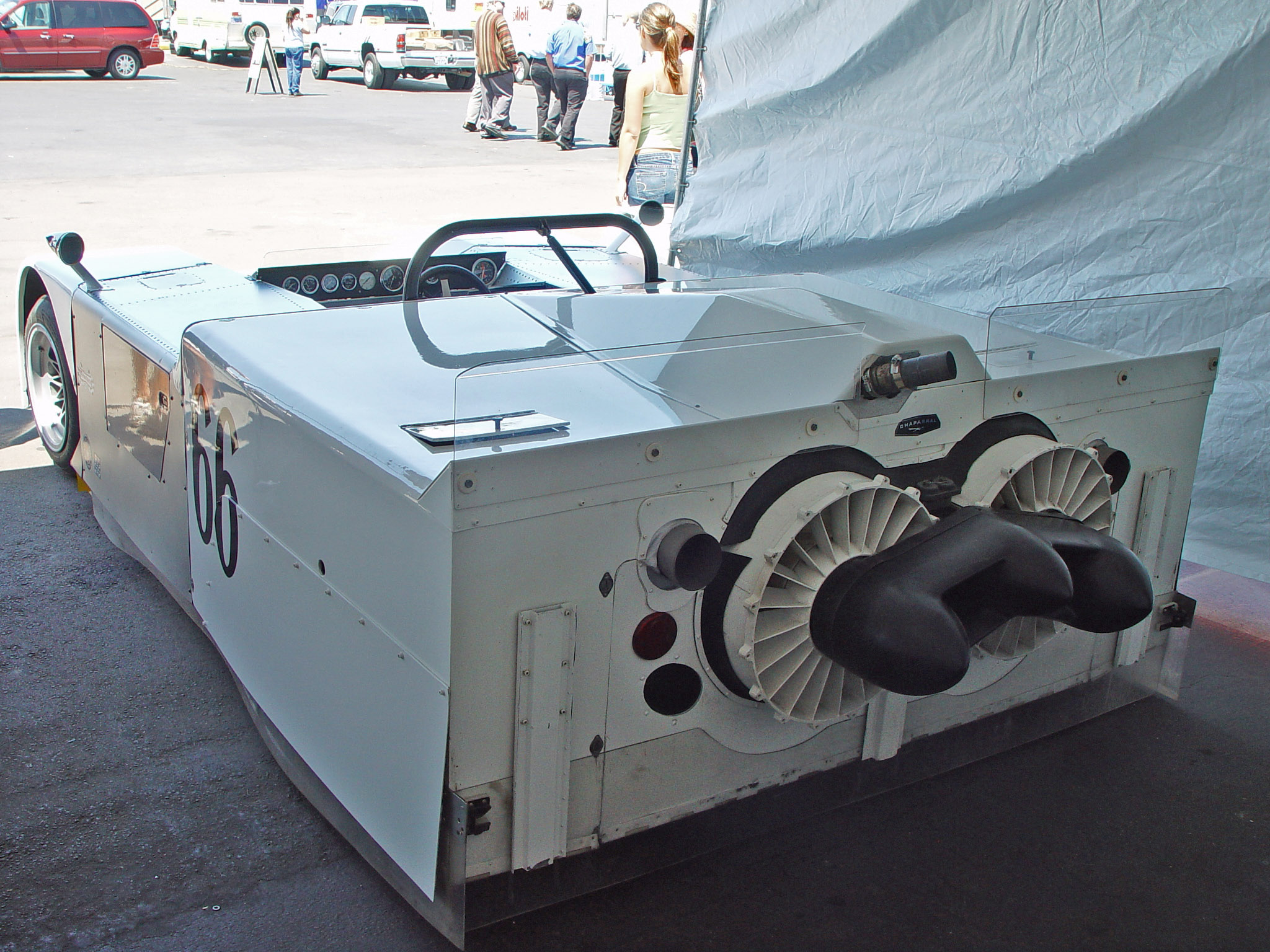
シャパラル・2J
シャパラルが開発し、1970年にカナディアン-アメリカン・チャレンジカップシリーズに出場したグループ7カー。実用化された最初のファン・カーであり、勝利は挙げられなかったものの、予選で2位に2.2秒の差をつけるなど驚異的な速さを見せ、この機構のもつ強烈なポテンシャルを見せつけた。
通常のエンジンのほかにファン駆動用エンジンを搭載し、独立した動力を利用できたため、非常に効率のよいものであった。しかし1971年からこの機構が使用禁止になったため、1年限りの活躍であった。

### フォーミュラ1カー

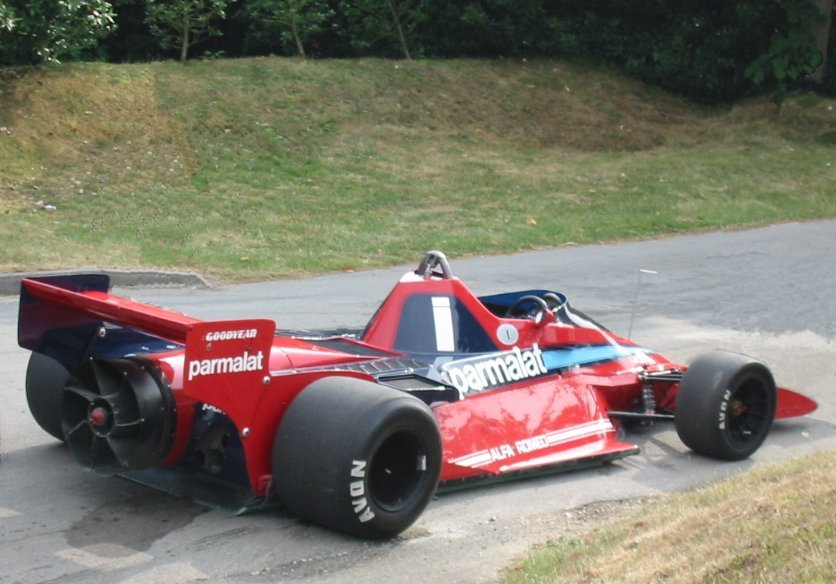
ブラバムBT46Bの後部。排気用のファンが見える

ブラバム・BT46B
ブラバムが開発し、1978年のF1世界選手権に出場したフォーミュラ1カー。車体後部に1基の大型ファンを搭載し、エンジンからの動力で駆動する。
大柄なアルファロメオ水平対向12気筒エンジンのせいで効果的なウイングカーを設計できないことへの打開策として、デザイナーのゴードン・マレーは「ファンの主目的はエンジン冷却用」という建前を使い、国際自動車連盟から使用認可を得てBT46Bを開発。デビュー戦の1978年のスウェーデンGPでニキ・ラウダが圧勝する。
しかし、その圧倒的なコーナリング性能を目にした他チームから「後続車に石などを撒き散らすことが危険である」との抗議が寄せられ、リザルト取り消しこそ免れたものの以後同様の機構をもった車体の禁止が明文化された。

### スポーツカー

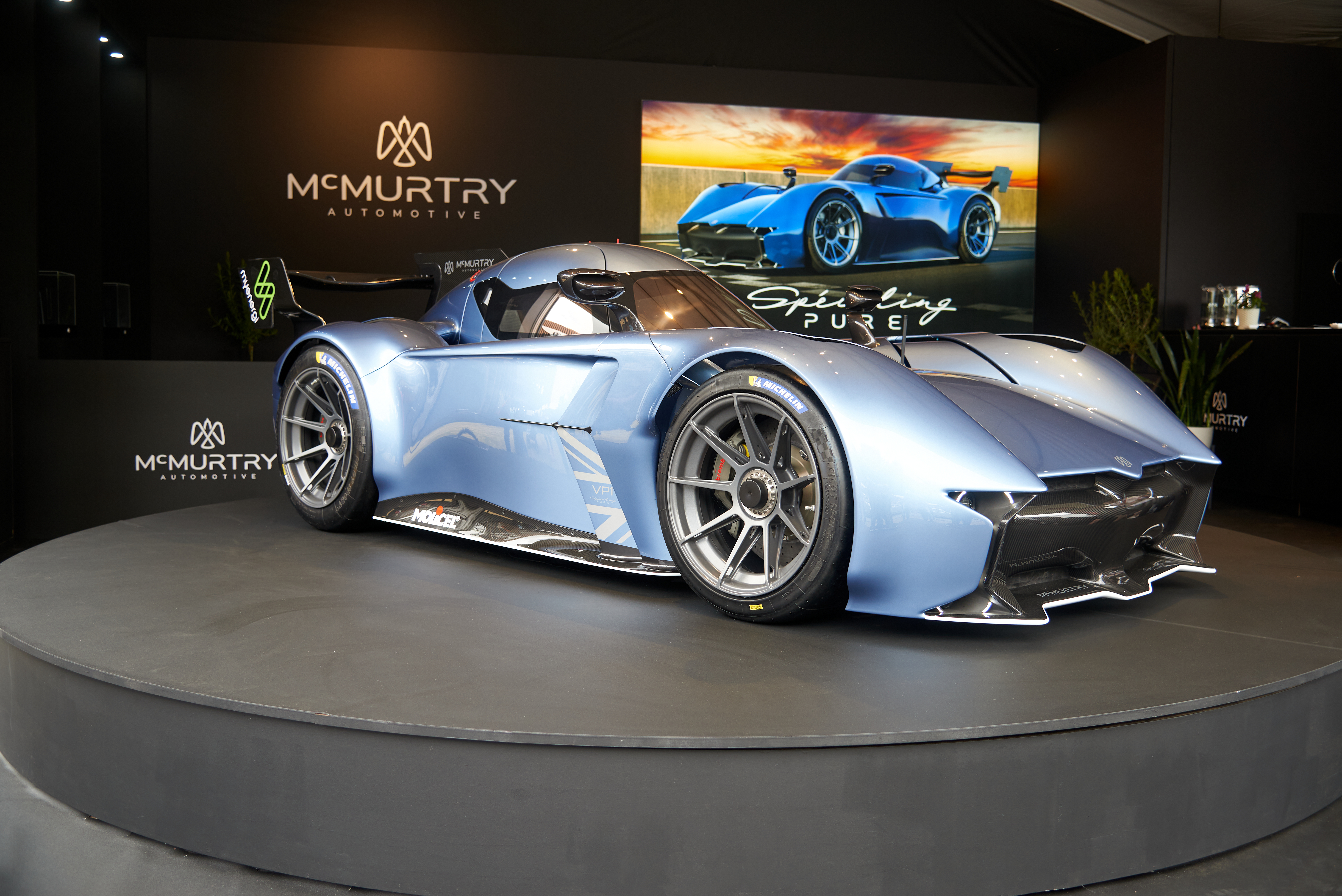
スピアリング

マクラーレン・F1
ゴードン・マレーによる設計。
床下の空気を吸い出す電動ファンを持つ。
フェラーリ・599XX
フェラーリ・599GTBフィオラノの実験的プログラムとして、フェラーリが開発したサーキット走行専用車。トランクルーム内に「ACTIFLOW（アクティフロウ）」と呼ばれる2基のファン装置を搭載し、元テールランプ部分のアウトレットから気流を排出する。

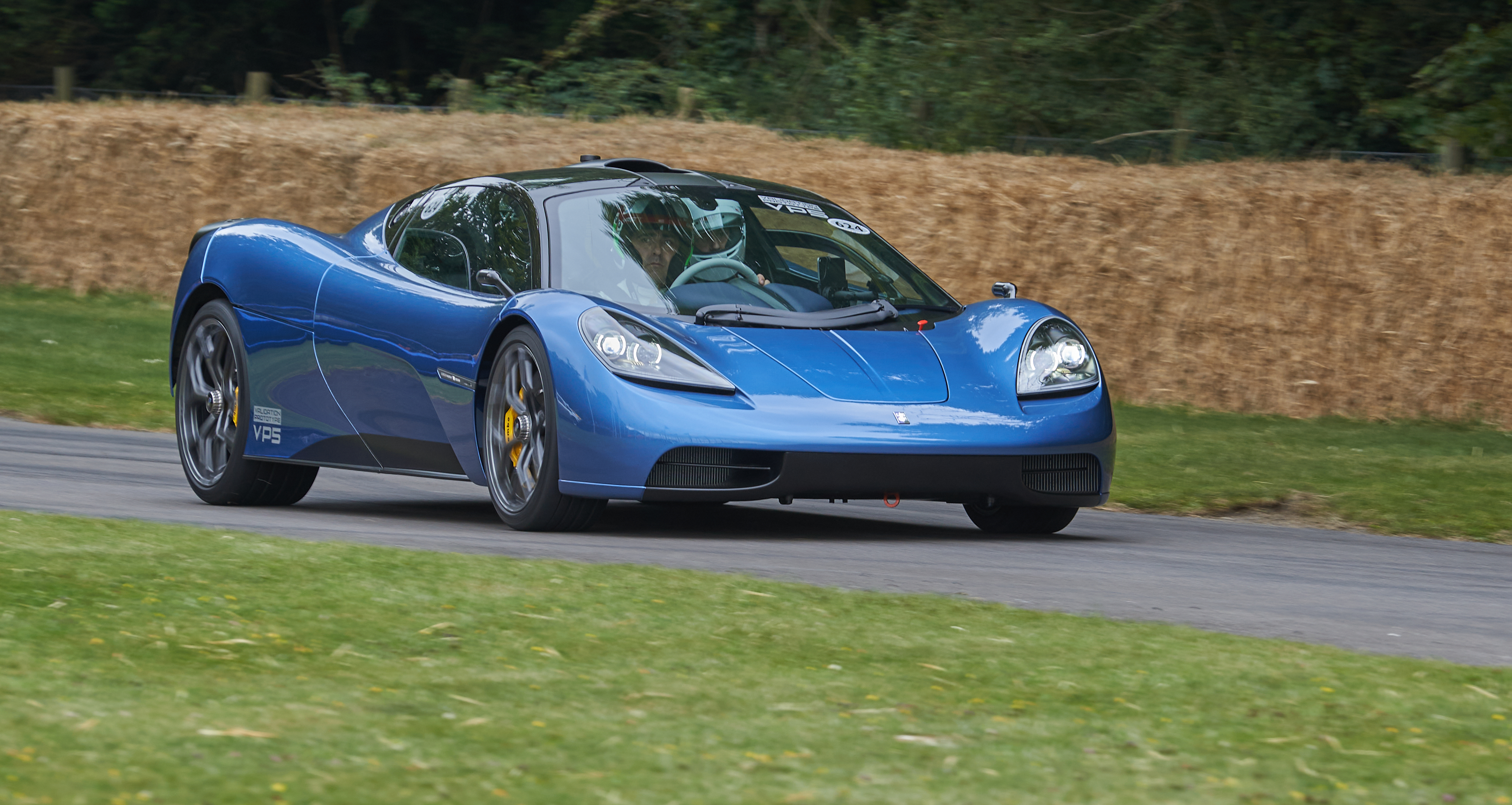
GMA・T.50
ブラバム・BT46Bを設計したゴードン・マレーが設立したゴードン・マレー・オートモーティヴ (GMA) が発表したスポーツカー。公道走行可能なロードカーとして初めてファンを搭載する。ファンは直径400mmで、可動式スポイラーとディフューザーとの組み合わせで6つのエアロモードが切り替わる。ダウンフォース発生以外にもドラッグ低減や制動距離短縮、エンジンにラムエアを送る機能も持つ。
マクマートリー・スピアリング
イギリスのメーカーマクマートリー・オートモーティブが開発したシングルシーターのサーキット走行専用車。60kWhのバッテリーを搭載し、後輪に搭載した2つのモーターで最大出力800馬力以上、0-60mphを約1.5秒以下で加速する。マシン下部にある2つのファンを使用することで最大2トンの強烈なダウンフォースを発生させる。2022年のグッドウッド・フェスティバル・オブ・スピードのヒルクライムではマックス・チルトンが搭乗し、1999年にニック・ハイドフェルドがマクラーレン・MP4-13で記録した41秒60を上回る39秒09を記録し最速となった。

## 架空のファン・カーが登場する作品

### アニメ
『新世紀GPXサイバーフォーミュラ』
近未来の架空のレーシングカーの中に、ファン・カーや6輪車など現在では禁止された技術が登場する。メカニックデザイナーの河森正治は「アイデアをきっちり外に見える形に描いたオーバーデフォルメ科学」と説明している。

### ゲーム
『グランツーリスモシリーズ』
前述のシャパラル・2Jが登場するほか、F1のレッドブル・レーシングがデザイン協力したオリジナル・レーシングカー、レッドブル・X2010が登場する。同チームのデザイナー、エイドリアン・ニューウェイの提案により、ファンを1基搭載している。
『R4 -RIDGE RACER TYPE 4-』
架空のメーカー「リザード」の車種「テイマー」に、シャパラル・2Jとよく似たファンが搭載されている。

## 玩具として
ファンで地面にくっ付かせて急旋回させるだけでなく、そのまま壁や天井まで自在に走り回らせることのできるラジコンというのもある。これらは電磁石を利用しているタイプも見られる。